# Venadillo
Venadillo là một khu tự quản thuộc tỉnh Tolima, Colombia. Thủ phủ của khu tự quản Venadillo đóng tại Venadillo Khu tự quản Venadillo có diện tích 352 ki lô mét vuông. Đến thời điểm ngày 28 tháng 5 năm 2005, khu tự quản Venadillo có dân số 15128 người.